# کانچوکی
کانچوکی (به ژاپنی: 勘仲記) کتابی است نوشته هیروهاشی کانه‌ناکا (۱۲۴۴–۱۳۰۸) یک کوگیو صاحب منصب وابسته به دربار در دوره کاماکورا نوشته شده‌است. وی اوضاع دربار ژاپن را قبل از حمله مغول به ژاپن و درگیری معبد جیمیو و معبد دایکاکو-جی و حوادث مهم دیگر را شخصاً مشاهده کرده و یک سند بسیار مهم از یک شخص وابسته به دولت را برجا گذاشته‌است. این کتاب برای شناخت دوره کاماکورا بسیار پرارزش است.